# 凉山石杉
凉山石杉（学名：Huperzia liangshanica），为石杉科石杉属下的一个植物种。